# Lodewijk Alexander van Bourbon (1747-1768)
Lodewijk Alexander Jozef Stanislaus van Bourbon, prins van Lamballe (Frans: Louis Alexandre Joseph Stanislas de Bourbon, prince de Lamballe) (Hôtel de Toulouse, Parijs, 6 september 1747 - Kasteel van Louveciennes, Louveciennes, 6 mei 1768) was de zoon en erfgenaam van Lodewijk Jan Maria van Bourbon, de hertog van Penthièvre. 

## Leven
Lodewijk Alexander werd geboren als zoon van Lodewijk Jan Maria van Bourbon en Maria Theresia van Modena. Zijn vader was een zoon van Lodewijk Alexander van Bourbon, de jongste onwettige zoon van koning Lodewijk XIV van Frankrijk en diens beroemde maîtresse Madame de Montespan. Zijn moeder was een dochter van hertog Francesco III van Modena en hertogin Charlotte Aglaë van Orléans. De ouders van Lodewijk Alexander waren alzo beiden nakomelingen van Lodewijk XIV en Madame de Montespan. 
Lodewijk Alexander was de enige zoon in het gezin die zijn jeugd overleefde. Hij had een jongere zus die ook haar jeugd overleefde: Louise Marie Adélaïde (1753-1821), zij huwde met hertog Lodewijk Filips II van Orléans en werd daardoor de moeder van de latere koning Lodewijk Filips I van Frankrijk.
Zijn vader zorgde ervoor dat hij huwde met prinses Maria Louise van Savoye, Mademoiselle de Carignan, een dochter van prins Lodewijk Victor van Savoye en prinses Christina van Hessen-Rheinfels-Rotenburg. Het huwelijk vond plaats op 17 januari 1767. De feestelijkheden rond het huwelijk duurden van 17 januari tot 27 januari 1767. Er werden feesten gegeven in Turijn en in Nangis. Lodewijk Alexander verveelde zich al snel in zijn huwelijk.
De prins van Lamballe stierf zeer onverwacht op 20-jarige leeftijd. Zijn weduwe werd later hofdame en een goede vriendin van koningin Marie Antoinette, echtgenote van koning Lodewijk XVI.

## Titels
- 6 september 1747 - 6 mei 1768 Doorluchtige Hoogheid, de prins van Lamballe.